# Equus simplicidens
Equus simplicidens és una espècie extinta de mamífer perissodàctil de la família dels èquids que visqué a Nord-amèrica des del Pliocè superior fins al Plistocè superior, fa entre 11.700 anys i 3,6 milions d'anys. Se n'han trobat restes fòssils als Estats Units (incloent-hi el Monument Nacional dels Llits Fossilífers de Hagerman) i Mèxic. Hi ha fonts que el situen en el si del gènere Plesippus. És considerat la primera zebra. Tenia una alçada a la creu d'uns 120 cm i un pes d'uns 400 kg. Des del 1988 és el fòssil estatal d'Idaho.